# Balignac
Balignac é uma comuna francesa na região administrativa de Occitânia, no departamento de Tarn-et-Garonne. Estende-se por uma área de 4,09 km². Em 2010 a comuna tinha 42 habitantes (densidade: 10,3 hab./km²).